# Fonte natural
é o local onde a água emerge do subsolo. As fontes naturais existem onde o lençol freático corta a superfície, assim como onde rios subterrâneos surgem de cavernas e passagens no calcário ou nas lavas. Causadas por uma disposição de rochas permeáveis e impermeáveis de tal maneira que a última empurra a água para a superfície, as fontes naturais são conhecidas como poços artesianos, emergem sob pressão e, se o fluxo não é nítido, mas em forma de muitos fios de água, as fontes são chamadas vertentes.
A água costuma ser muito clara, embora contenha grandes quantidades de substâncias químicas dissolvidas, especialmente em áreas de calcário. Exceto nas fontes temporárias, conhecidas como arroios ou regatos, o fluxo é contínuo, uma vez que é necessário um longo tempo para que tempestades ou secas influenciem as reservas subterrâneas de água.